# إلباسفير
إلباسفير هو دواء يستخدم في علاج التهاب الكبد الفيروسي ج حصل على ترخيص إدارة الغذاء والدواء الأمريكية في يناير 2016. طورته شركة ميرك آند كو ليستخدم في تركيبة مع غرازوبريفير تحمل اسم زيباتير مع أو بدون ريبافيرين.